# Frantz Joachim Trampe
Frantz Joachim Trampe (død 4. november 1682) var en dansk officer.
Han var søn af ritmester Joachim Trampe til Lindow i Bagpommern (ca. 1570-1630, gift 1. gang med NN) og Eva von Küssow (død 1625). Trampe kom 1635 på gymnasiet i Stettin, var 1648 kornet i kejserlig tjeneste, 1654 major i spansk tjeneste i Nederlandene og er formentlig her blevet bekendt med Ulrik Christian Gyldenløve. 1657 fik han bestalling som oberst i dansk tjeneste. I efteråret samme år stod han med sit regiment rytteri i Skåne og blev i september generalmajor. En måneds tid efter kom han til Sjælland, og kort før Roskildefreden forlagdes hans regiment til Roskilde; han skal have været talsmand for kamp til det yderste. Under det første afsnit af Københavns påfølgende belejring havde han garnison i hovedstaden og kommanderede stormnatten 11. februar 1659 på volden fra Helmers Skanse til Nørreport. Derefter sendtes han til Hertugdømmerne og fik i september ordre til at slutte sig til feltmarskal Hans Schacks korps under angrebet på Fyn. Således kom han til at spille en betydelig rolle under slaget ved Nyborg 14. november og havde befalingen over venstre fløj af den danske hær. I august 1660 fik hans regiment ordre til at ligge på Fyn, men ved forberedelserne til statsforandringen overdroges det ham 11. oktober at tage kommandoen i Jylland over det derværende rytteri. Han blev efter statsforandringen medlem af det nyoprettede Krigskollegium – var i dette en modstander af en omfattende indskrænkning af Hæren –, men opholdt sig i reglen ved sine tropper på halvøen. 1666 var der tale om at stille ham for en krigsret for disciplinær forseelse, men han skal på dronningens forbøn være sluppet med at blive afskediget og forpligte sig til ikke at tjene mod Danmark. Hans senere skæbne kendes ikke. Det er uklart, om han var gift.